# Amt Wustrow
Das Amt Wustrow war ein historisches Verwaltungsgebiet des Fürstentums Lüneburg bzw. des Königreichs Hannover. Übergeordnete Verwaltungsinstanz war die Landdrostei Lüneburg.

## Geschichte
Durch die Verwaltungsreform von 1852 wurden zwei Gemeinden vom Amt abgetrennt und in das Amt Clenze eingegliedert. Zugleich erhielt das Amt Wustrow zwei Gemeinden vom Amt Lüchow und eine Gemeinde vom Amt Bodenteich. 1859 wurde das Amt aufgehoben und mit dem Amt Lüchow vereinigt.

## Gemeinden
Die Gemeinden des Amtes waren in die Vogteien Wustrow, Bergen und Lübbow zusammengefasst
Das Amt Wustrow umfasste vor der Vereinigung mit dem Amt Lüchow (1859) folgende Gemeinden:
Hausvogtei Wustrow
- Beesem
- Blütlingen
- Bülitz
- Dolgow
- Ganse
- Gistenbeck
- Güstritz
- Klennow
- Königshorst
- Kussebode
- Lensian
- Luckau
- Naeuden
- Neritz
- Schreyahn
- Steine
- Wustrow

Vogtei Bergen
- Banzau
- Belau
- Bergen an der Dumme
- Billerbeck
- Gielau
- Harpe
- Jiggel
- Külitz
- Leisten
- Malsleben
- Niendorf
- Schaepingen
- Thune
- Warpke
- Wöhningen

Vogtei Lübbow
- Dangenstorf
- Lübbow
- Rebenstorf
- Teplingen

0

## Amtmänner
- bis 1679: Joachim Stisser (1621–1679), Amtmann, später Oberamtmann
- 1771: Heinrich Georg Ludwig Wackerhagen (1727–1771), Amtmann
- 1818–1838: August Hartwig Ernst Ludolph von Harling, Drost
- 1839–1852: Georg Christian Nanne, Amtmann
- 1853–1859: Johann Friedrich Julius Erdmann, Amtmann